# Antoni Lubicz-Kurowski
Antoni Lubicz-Kurowski (ur. 1772, zm. 11 czerwca 1888) – oficer wojsk polskich z 1794 i 1831. Kawaler orderu Virtuti Militari. Grób jego i żony Rozalii znajduje się na cmentarzu parafialnym w Makowie Podhalańskim. Miał rzekomo dożyć 116 lat.